# ميتانفرينات

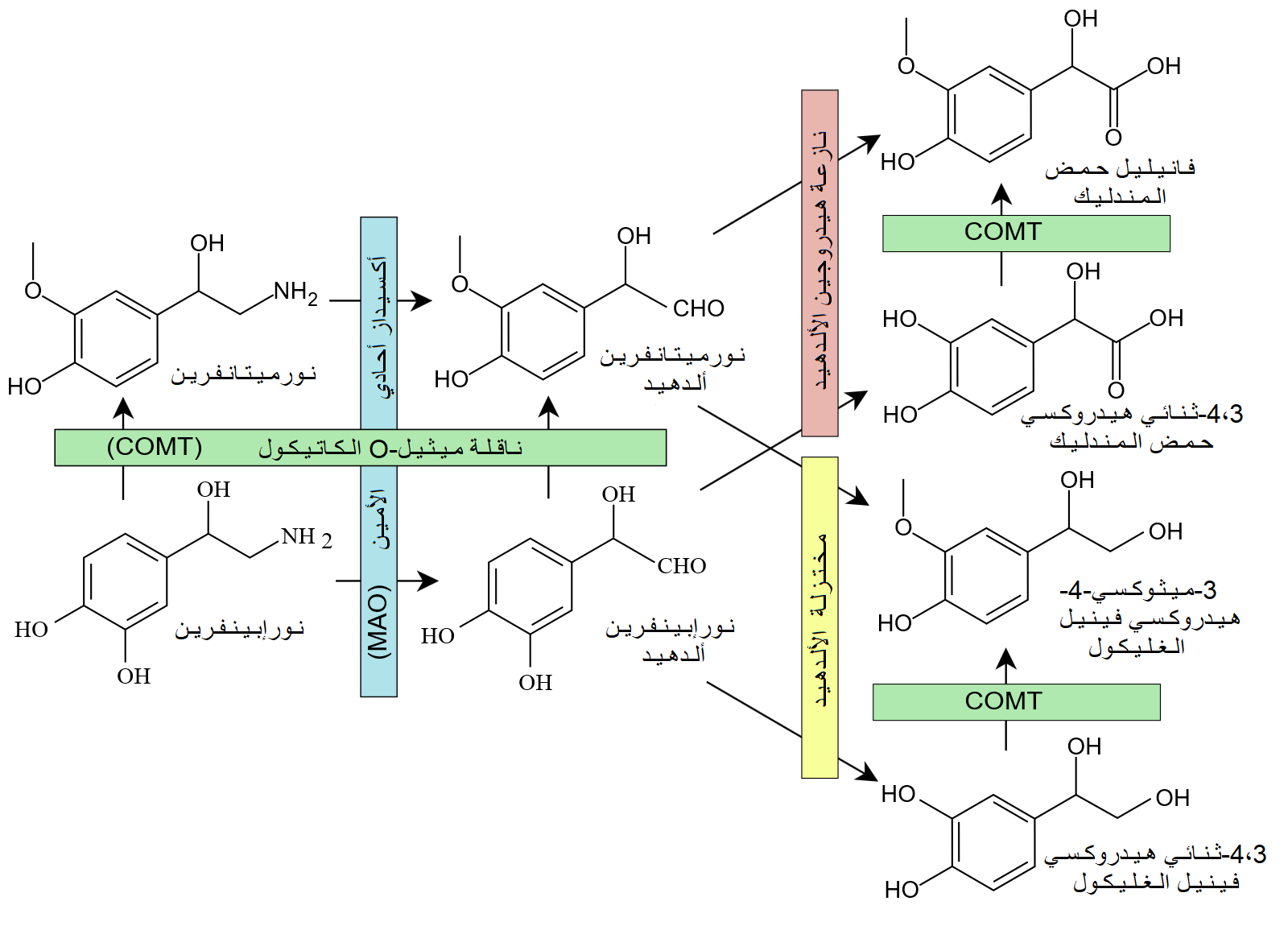
تكسير النورإبينفرين. حيث يظهر نورميتانفرين واحداً من المركبات الوسطية المتشكلة أثناء عملية الاستقلاب.

الميتانفرينات هي مجموعة من المركبات تشمل ميتانفرين ونورميتانفرين.
في سنة 2002، ذكرت مجلة الجمعية الطبية الأمريكية أن الميتانفرينات يمكن أن تستخدم في الكشف عن الأورام المفرزة للكاتيكولامينات مثل ورم القواتم.